# Sami El Djazairi
Samy El Djazairi (né le 6 septembre 1945 à Tizi Ouzou en Algérie et mort le 3 avril 1987 à Birtouta, Algérie) est un chanteur algérien.

## Biographie
Samy El djazairi, de son vrai nom Ali Kanouni, est un chanteur algérien né à Tizi Ouzou le 6 septembre 1945. Il est originaire de Beni Douala. C'est l'un des plus grands interprètes de la chanson algérienne moderne. En plus de sa voix exceptionnelle, il avait un physique de jeune premier. Il chante dans les deux langues : l'arabe algérien et le kabyle (langue berbère).
Il s’est distingué de par sa capacité à chanter des années 1960 aux années 1980 tous les styles de musique, aussi bien le chaâbi, le moderne, le kabyle, le hawzi, que l'occidentale. Les thèmes de ses chansons tournent majoritairement autour de l'amour et ses blessures. Il a beaucoup collaboré avec l'auteur-compositeur algérien Mahboub Bati.
Il est très connu en Algérie notamment grâce à ses chansons comme " errahla", " krit el houb fi aïnik ", " ya Radia " et notamment "Ya bnete el djazair " dédiée à la femme algérienne. Cette chanson est diffusée chaque année lors de "La journée de la femme" en Algérie. Il s'était aussi distingué dans quelques chansons kabyles telles que Aya hadad elfadda et Wardia. Ses chansons ont connu une véritable ferveur populaire, et furent longtemps diffusées sur les ondes de la radio algérienne.
Sami El Djazairi est décédé le 3 avril 1987 à la suite d'un accident de voiture à Birtouta, qui a aussi causé la mort d'une famille dans le vehicule percuté. Il a laissé des souvenirs intarissables dans la mémoire des mélomanes algériens.